# Psychoanalytische Literaturwissenschaft
Die psychoanalytische Literaturwissenschaft wurde als interpretative Methode im Rahmen der Psychoanalyse von Sigmund Freud begründet, der seine klinischen Studien u. a. mit literarischen Analysen und Deutungen verknüpfte. Umgekehrt beschäftigte sich Freud beispielsweise mit E. T. A. Hoffmanns Erzählung Der Sandmann in seiner Studie Das Unheimliche.

## Psychoanalytische Grundlagen der Deutung von Literatur
Literarische Werke enthalten Freud zufolge analog zum Tagtraum eine Oberfläche, die durch Sublimierung bzw. Repression von unbewussten Wünschen oder Begierden entstanden ist. Dieser manifeste Gehalt in literarischen Texten kann laut Freud durch verschiedene psychoanalytische Deutungsverfahren entschlüsselt werden. Freuds Traumdeutung (1900) enthält eine Reihe solcher durch Verschiebung und Kondensation entstandener Imagos bzw. symbolischer Muster sowie deren Deutungen.
Die psychoanalytische Literaturtheorie sieht dementsprechend eine enge Verbindung zwischen den Gesetzen von Traum oder Tagtraum und denen jeglicher Art von Phantasie, d. h. auch der ästhetischen oder dichterischen Phantasie. Freud definiert in seinem Aufsatz Der Dichter und das Phantasieren die dichterische Tätigkeit zunächst im Hinblick auf die Analogien zwischen künstlerischer Tätigkeit und kindlichem Spiel. Diese strukturelle Überlegung verbindet er mit einer genetischen: Auch der Erwachsene unter den Anforderungen des Realitätsprinzips versucht noch, Erfahrungen nachzustellen, die er als Kind gemacht hat; der ursprünglich im Spiel erreichte Lustgewinn wird laut Freud nun durch Phantasie und Tagtraum ersetzt. Aus dieser Perspektive wird die ästhetische Produktion als Entsprechung zum Tagtraum verstanden. Der literarische oder dichterische Text, der individuelle Kindheitserfahrungen oder „die Säkularisierung der jungen Menschheit“ bezeichnet, ist demgemäß einerseits das Ergebnis einer Transformation des Wunsches oder Begehrens, als deren Gesetze Freud schon in der Traumdeutung Verschiebung, Verdichtung und Symbolisierung ausmachte. Andererseits entsteht das dichterische Werk nach diesem Ansatz aus der Aufspaltung und Ausdifferenzierung psychischer Konstellationen.

## Historische Ansätze in der psychoanalytischen Literaturbetrachtung
In der Anfangszeit beschränkt die psychoanalytische Literaturanalyse sich weitgehend auf psychobiografische Interpretationen, in denen der Text als Symptom für das individuelle Unbewusste des Autors gedeutet wird. Kennzeichnend ist das Bemühen, das von Freud in der Traumdeutung entwickelte Modell des „seelischen Apparats“, das die Systeme von Bewusstsein und Unbewusstem und die Vorgänge von Verdrängung und Regression erfasst, ebenso für die Interpretation literarischer Texte fruchtbar zu machen; der Traum wird so zum Paradigma des literarischen Textes als eines „Wiederbelebens der Kindheit“, das bestimmten Gesetzmäßigkeiten folgt.
Nach dem psychoanalytischen Literaturverständnis werden im sogenannten „Primärprozess“ unterschiedliche vorbewusste Vorstellungen zu einem Gemeinsamen „verdichtet“, auf Nebensächliches „verschoben“ oder durch „Symbole“ ausgedrückt und an bewusstseinsfähige Vorstellungen angepasst. Die so verwandelten Vorstellungen werden diesem literaturtheoretischen Modell zufolge nach dem Passieren der Zensurschranke dann in einem „Sekundärprozess“ bearbeitet und mitteilbar bzw. erzählbar gemacht. Durch die Traumarbeit entsteht derart der „manifeste Traum“, den die psychoanalytisch ausgerichtete literaturwissenschaftliche Deutung entsprechend auf dem umgekehrten Wege zu entschlüsseln hat, um aus dem vorliegenden Traum wieder die latenten Traumgedanken hervorzuholen. Die zur Verfügung stehenden literarischen Quellen werden dabei in ihrem Kontext, mit Fokussierung auf die Vorgeschichte und Situation des Traumes und des Träumers, vergleichbar mit einer hermeneutischen Lektüre, erschlossen.
Die Neurosen bzw. Traumata des Autors wie auch seine unterdrückten sexuellen Phantasien kommen in immer wiederkehrenden Figuren und Motiven zum Ausdruck, die durch entsprechende Charakter- und Symbolanalysen in systematisierter Form betrachtet und gedeutet werden können (vgl. z. B. Ernest Jones’ Analyse der ödipalen Motive des Werks von Shakespeare in Hamlet and Oedipus, 1949). Auch Freuds abtrünniger Schüler C.G. Jung ist in der psychoanalytisch ausgerichteten Literaturbetrachtung mit seiner Archetypentheorie modellbildend, die auf ursprüngliche kollektive Bedeutungsmuster abhebt, die über zeitliche und kulturelle Grenzen hinaus als allgemeine psychische Prädispositionen wirksam sind (vgl. z. B. Maud Bodkin: Archetypal Patterns in Poetry, 1934).
Aus diesen theoretischen Vorgaben entstehen in der Nachfolge Freuds zunächst weitgehend reduktionistische Ansätze einer psychoanalytischen Literaturbetrachtung, die in ihrer autorpsychologischen Orientierung zumeist bzw. überwiegend auf die Beschreibung ödipaler oder narzisstischer Störungen des Autors, die ihren Niederschlag in seinem Werk gefunden haben, fixiert sind. Im Gegensatz zu den biografisch ausgerichteten Ansätzen der Literaturpsychologie, die den ästhetischen Produktionsprozess im Hinblick auf ihn beeinflussende Störungen analysieren wollen, stellt die ichpsychologisch orientierte Literaturbetrachtung die Transformation psychischer Konstellationen in das Zentrum ihrer Betrachtung.
Rosario Assunto vergleicht die psychoanalytische Interpretation von Kunstwerken und Literatur mit der Deutung mittelalterlicher Allegorien, weil sie ebenfalls eine allgemein anerkannte Bedeutung der Bilder voraussetzt.

## Weitere Entwicklungen in der psychoanalytischen Literaturdeutung
In der weiteren Entwicklung der nachfreudianischen psychoanalytischen Literaturinterpretation verlagert sich das Interesse vom Autor und dessen Text zum Leser hin, dessen aktive Rolle in der Bedeutungskonstitution des literarischen Werkes im Rezeptionsprozess nun zunehmend anerkannt wird. Dabei wird in wachsendem Maße die Interaktion zwischen Text und Leser berücksichtigt und die Identität, Rolle und Funktion des Lesers erforscht. Beispielsweise beschäftigt N.N. Holland, einer der Begründer dieser Ausrichtung der psychoanalytischen Literaturwissenschaft, sich mit den unbewussten Wünschen als bestimmendem Faktor der Lesererwartungen und -reaktionen (The Dynamics of Literary Response, 1968). H. Bloom sieht in The Anxiety of Influence (1973) den Leser, insbesondere wenn es sich um einen Literaten oder Kritiker handelt, in einer „ödipalen Rivalitätsbeziehung“ zum Autor; die literarische Rezeption wird in dieser Sichtweise damit zum Schauplatz entsprechender Verhaltensweisen wie Idealisierung, Neid oder Aggression.

## Zeitgenössische Ansätze in der psychoanalytischen Literaturwissenschaft
Unter Einbezug der methodischen strukturalen Ansätze der Diskursanalyse und der Dekonstruktion entwickelt sich die psychoanalytische Literaturwissenschaft schließlich ab den 1960er Jahren in eine völlig andere Richtung; Freuds Modell des „Wunderblocks“, das seine Auffassung über das Zusammenwirken von Wahrnehmung und Erinnerung bestimmt und in der Traumanalyse bedeutsam ist, wird von der Texttheorie des Dekonstruktivismus wieder aufgenommen. Derrida weist beispielsweise darauf hin, dass Freud das Unbewusste als eine „Schrift-Landschaft“ behandelt, in der Bedeutungen nicht konstant und eindeutig sind, sondern erst im Zusammenspiel von Erfahrungen und Erinnerungszeichen sozusagen kontextuell neu geschaffen werden.
Derridas Überlegungen bilden wichtige theoretische Voraussetzungen für die gegenwärtige Verbindung von Psychoanalyse und Poststrukturalismus, wie sie vor allem von dem französischen Psychoanalytiker Jacques Lacan initiiert worden sind. In seiner strukturalen Psychoanalyse stellt Lacan, aufbauend auf den linguistischen Modellen von Saussure und Jakobson, die zentrale These auf, dass das Unbewusste wie eine Sprache strukturiert ist und selber die Folge des Eintritts in sprachliche Strukturen und Systeme ist.
Lacan zufolge stellt das sprachliche System, der Ort des „Anderen“ die gesellschaftlichen Regeln und Vorschriften dar, insbesondere das „Gesetz des Vaters“, und repräsentiert insoweit eine symbolische bzw. sprachlich-kulturelle Ordnung, die durch patriarchalische Strukturen bestimmt ist.
Mit Hilfe von rhetorischen Mitteln wie beispielsweise Metaphern und Metonymie wird das Symbolische für Lacan beschreibbar. Dabei nimmt Lacan die bereits bei Saussure angelegte Trennung zwischen der sprachlichen Repräsentation, dem Signifikanten, und der gedanklich zugrundeliegenden Vorstellung, dem Signifikat, auf und erweitert diesen Ansatz zu einer „stets aufgeschobenen Bedeutung“.
Aufgrund der fehlenden festen Beziehungen zu den Signifikaten unterliegt das Subjekt einem „sprachlich-symbolisch vermittelten Begehren“, das jedoch nie sein Ziel erreicht. Auch der Interpret unterliegt nach Lacan diesem stets verfehlten unbewussten Begehren. Bedeutung ist ihm zufolge grundsätzlich nicht fixierbar; die Textdeutung kann daher nur ein „Gleiten an einer Signifikantenkette“ sein.
Aufgabe des Interpreten ist es deshalb, in diesem Schriftsystem „hinter dem textuellen Spiel der Differenzen“ einen geheimen, nicht zur Sprache gebrachten Text hinter der jeweiligen Verschriftlichung zu erkennen.
In dieser Hinsicht hat Lacans Konzeption für die Literaturwissenschaft allerdings eher theoretische Bedeutungs- als praktische Anwendungs- oder Nutzungsmöglichkeiten.

## Ideologiekritische Radikalisierung in der psychoanalytischen Literaturdeutung
Eine ideologiekritische Radikalisierung der Konzepte Lacans findet sich bei dem Philosophen G. Deleuze und dem Psychiater F. Guattari, die die Zusammenhänge zwischen der „Ideologie des Mangels“ in den psychoanalytischen Auffassungen des Unbewussten und des Begehrens einerseits und den kapitalistischen Machtstrukturen andererseits hervorheben. Sie lehnen demgemäß Freuds und Lacans ödipale Theoriekonzepte als „bürgerlich-imperialistische Konstrukte“ ab und begreifen die von Lacan postulierte Instabilität des sprachlich konstituierten Subjektes und die ständige Verschiebung des symbolisch vermittelten Begehrens „als positive Kraft jenseits gesellschaftlich-kultureller kapitalistischer Repressionsmechanismen“. An dem Beispiel Kafkas versuchen sie mit Hilfe ihrer „Schizoanalyse“ aufzuzeigen, wie Literatur gleichsam eine „Maschinerie des Begehrens“ mit „befreiendem“, sogar „revolutionärem Potential“ in Bewegung setzen kann.
Das provokative Potential der heutigen psychoanalytischen Literaturbetrachtung kommt auch in anderen zeitgenössischen Theorien zu kulturellen Diskursen zum Ausdruck, beispielsweise in M. Foucaults Histoire de la Sexualité (1976–84), in der die zentrale Rolle der Sexualität in der Psychoanalyse als Kristallisationspunkt für moderne Wissens- und Machtstrategien gesehen wird. Aus Foucaults Sicht werden die Diskurse von einem kulturellen Unterbewussten gesteuert, das er jedoch, im Gegensatz zu Jung, als ständig schwankend und, im Gegensatz zu Freud, als diskontinuierlich bzw. repressiv und zugleich subversiv versteht.